# マルゲリータ・ディカル
マルゲリータ・ディカル（ Margherita De Cal 1950年8月10日-) はイタリア出身の柔道選手。現役時代は72kg超級の選手。

## 人物
まだ世界選手権も開催されていなかった1970年代半ばから、ヨーロッパの重量級を代表する選手の1人として活躍していた。1980年3月にヨーロッパ選手権で初優勝すると、
12月にニューヨークのマディソン・スクエア・ガーデンで初開催されることとなった世界選手権では、72kg超級の初代チャンピオンとなった

## 主な戦績
(階級表記のない大会は全て72kg超級での成績)
- 1974年 - ヨーロッパ選手権(公開競技)　72kg超級　3位　無差別　3位
- 1975年 - ヨーロッパ選手権　2位
- 1976年 - ヨーロッパ選手権　3位
- 1977年 - ドイツ国際　優勝
- 1979年 - ヨーロッパ選手権　2位
- 1980年 - ヨーロッパ選手権　優勝
- 1980年 - 世界選手権　優勝
- 1981年 - ヨーロッパ選手権　優勝
- 1982年 - ヨーロッパ選手権　3位